# یاماگاتا (گیفو)
یاماگاتا در استان گیفو در کشور ژاپن واقع شده‌است  که دارای جمعیت ۲۹٬۸۵۷ نفر و مساحت ۲۲۲٫۰۴ کیلومتر مربع با تراکم جمعیت ۱۳۴  نفر در کیلومترمربع است و در تاریخ ۱ آوریل ۲۰۰۳ به عنوان شهر شناخته شد.